# ONE Friday Fights 23
ONE Friday Fights 23: Paedsanlek vs. Kongklai (también conocido como ONE Lumpinee 23) fue un evento de deportes de combate producido por ONE Championship llevado a cabo el 30 de junio de 2023, en el Lumpinee Boxing Stadium en Bangkok, Tailandia.

## Historia
El evento fue encabezado por una pelea de muay thai de peso pactado entre Paedsanlek P.K.Saenchai y Kongklai AnnyMuayThai.

## Bonificaciones
Los siguientes peleadores recibieron bonos de ฿350.000.
- Actuación de la Noche: Kongklai AnnyMuayThai, Stephen Irvine, Songchainoi Kiatsongrit y Chayan Oorzhak